# Maison des Griffons
La maison des Griffons (en italien : Casa dei Grifi) est une ancienne résidence romaine sur le mont Palatin, sous l'aile nord du palais de Domitien. C'est un exemple typique d'une maison de l'époque républicaine, parmi les mieux conservées de Rome. Le nom dérive de la décoration en stuc d'une lunette avec des griffons. Les peintures qui l'ornent montrent des décors à la limite entre les deux premiers styles pompéiens.

## Découverte et fouilles
La maison est dégagée une première fois en 1722 par le duc François de Parme, et plus sérieusement entre 1910 et 1913 par Giacomo Boni. Sa dénomination antique est inconnue, et elle est désignée à présent comme « maison des Griffons » en raison de deux griffons de belle facture encadrant un bouquet d'acanthe dans une salle.

## Description
Le plan, la localisation et sa richesse décorative indiquent qu'elle devait être la demeure d'un noble romain, contemporain de Cicéron ou Crassus. 

### Architecture
La maison, qui n'était pas très grande, a été coupée par les fondations du palais de Néron et de Domitien ; seule une partie seulement est visible de nos jours, sans qu'il soit possible d'en appréhender le plan d'ensemble,. Elle aurait été composée de deux étages, peut-être isolés. Le rez-de-chaussée, en grande partie souterrain, a été abandonné et enterré alors que l'étage supérieur était encore utilisé. Le bâtiment a été construit en opus incertum. Sur les quatre pièces qu'elle devait compter à l'origine, seule une a un plan encore complet, de forme trapézoïdale, alors que les autres étaient probablement rectangulaires. Leur usage n'est pas élucidé.

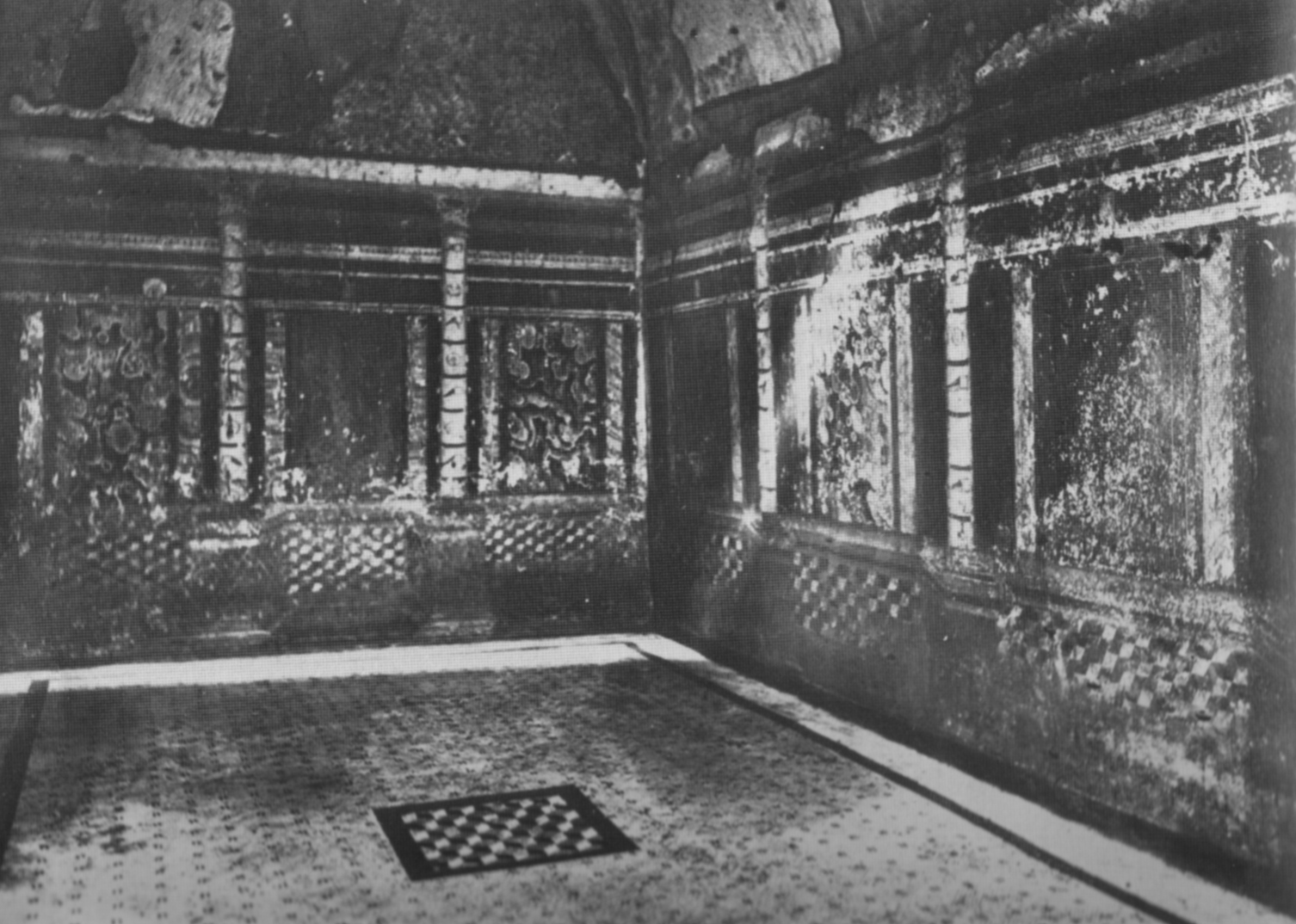
Peinture murale de la Maison des Griffons, photographie de 1976.

Cette maison est célèbre pour les peintures qui la décorent, datables entre la fin du IIe et le début du Ier siècle av. J.-C. (alors que la maison est plus ancienne). Les parties les plus intéressantes de ces décorations ont été détachées et sont aujourd'hui conservées au musée du Palatin.
Une salle rectangulaire est décorée de mosaïques en opus scutulatum,. Il s'agit de la plus ancienne de Rome, dont le modèle d'origine, celle du temple de Jupiter Capitolin, est composé entre 149 et 146 av. J.-C. ; d'autres exemples ont été trouvés à Pompéi (le temple d'Apollon et de la maison de la Faune) datant d'environ 120 av. J.-C.

### Peinture
Les peintures de cette demeure dans le second style sont les plus anciennes connues de ce type. La chambre avec une voûte en berceau est carrelée en haut par des dalles d'onyx, de cipollino et de porphyre, et finie par un orthostate et une corniche en dentelle. Pour la première fois, on trouve la représentation de colonnes en trompe-l'œil, comme si elles sortaient du mur et étaient placées sur des stylobates. Les colonnes sont composées en ronde bosse, avec des chapiteaux composites qu'ils soutiennent avec une architrave qui est peinte également sur sa partie inférieure, avec une vue en perspective. L'arrière-plan est également vu en perspective, comme dans la maison de Livie. Les seuls reliefs en stuc sont sur les voûtes et les lunettes : l'un d'entre eux montre deux griffons flanquant une vigne enroulée poussant d'une touffe d'acanthe, donnant son nom à la maison.
Les deux autres chambres sont décorées avec des peintures dans le premier style pompéien, dépourvues de reliefs en stuc. Au premier étage restent d'autres traces de mosaïques.
L'historien Pierre Grimal écrit au sujet de cette maison : « De façon fort curieuse, on comprend, ici, comment la décoration peinte n’est pas primitive, dans l’art romain ; elle n’est qu’un trompe-l’œil chargé d’imiter les décors en relief de l’art hellénistique. C’est seulement à partir du second style « épanoui » (dans la maison de Livie) que la peinture acquerra une fonction autonome en déroulant des paysages par les fenêtres ouvertes ».

## Contexte artistique
Cette maison est représentative de la tendance artistique de la fin de la République romaine où la peinture murale remplace l'incrustation. Cette maison « donne un aperçu de ce que pouvait être l'aménagement de la demeure palatine d'un Salluste, d'un Hortensius ou d'un Cicéron ». Il s'agit d'un bel exemple de demeure du second style, plus ancien que la maison de Livie.